# Bazyli Rogula
Bazyli Rogula (biał. Васіль Рагуля, Wasil Rahula; ur. 16 lipca 1879 w Aczukiewiczach w rejonie Nowogródka, zm. 16 czerwca 1955 w Nowym Jorku) – białoruski emigracyjny działacz narodowy, pisarz, poseł, senator II kadencji (1928–1930) wybrany z listy Bloku Mniejszości Narodowych z województwa nowogródzkiego.

## Życiorys
Urodził się 16 lipca 1879 we wsi Aczukiewicze, w powiecie nowogródzkim guberni mińskiej Imperium Rosyjskiego. W 1898 ukończył szkołę średnią w Mołodecznie, zaś w 1906 Instytut Pedagogiczny w Wilnie. Pracował jako nauczyciel w Smorgoniach i Mińsku. W 1906 został aresztowany przez carskie władze za udział w ruchu rewolucyjnym. Brał udział w I wojnie światowej; walczył na froncie zachodnim. W 1917 wstąpił do Rosyjskiej Partii Demokratycznej. W tym samym roku uczestniczył w Kongresie Wszechbiałoruskim w Mińsku. W 1918 ponownie uczył w Mińsku.
Latem 1920 wstąpił do armii bolszewickiej, jednak w 1921 opuścił jej szeregi i powrócił w rodzinne strony. Od 1922 był posłem do polskiego Sejmu w składzie Białoruskiego Klubu Poselskiego. W listopadzie 1925 utworzył wraz z Fabianem Jaremiczem, Usiewaładem Bildziukiewiczem i Branisławem Turonkiem nową partię polityczną pod nazwą Białoruski Związek Włościański. W grudniu tego roku był jednym z inicjatorów utworzenia Białoruskiego Instytutu Gospodarki i Kultury.
W 1928 został wybrany na senatora, jednak wkrótce aresztowany przez polskie władze z pogwałceniem immunitetu parlamentarnego i skazany na karę 2 lat więzienia. Po wypuszczeniu wrócił w rodzinne strony, gdzie mieszkał do wybuchu wojny obronnej w 1939 Po zajęciu wschodnich terenów II Rzeczypospolitej przez Armię Czerwoną pracował w miejscowej szkole. 20 czerwca 1941, 2 dni przed atakiem wojsk niemieckich na ZSRR, został aresztowany przez NKWD, ale udało mu się zbiec z więzienia. W okresie niemieckiej okupacji podjął współpracę z Niemcami. Był burmistrzem miasteczka Zdzięcioł. W czerwcu 1944 ewakuował się do Niemiec. W 1950 wyjechał do USA. Był autorem wspomnień ze swojego życia.